# 中国アルミニウム
中国アルミニウム（中国語名：中国铝业股份有限公司、英語名：Aluminum Corporation of China Limited、略称CHALCO、本文以下CHALCO）は中華人民共和国で唯一、酸化アルミニウムを生産・販売している企業。中国最大のアルミニウム生産・販売業者であり、酸化アルミニウムの生産では世界第2位、一次アルミニウムの生産では世界第3位である。上海総合指数の採用銘柄の一つ。
親会社の中国鋁業集団有限公司（中国語名：中国铝业集团有限公司、英語名：Aluminum Corporation of China、略称CHINALCO、本文以下チャイナルコ）は中国中央政府が出資する中央企業のうちの一つ。非鉄金属の開発・探査、子会社等の投資管理を行っている。

## 沿革
チャイナルコは2001年に12の国有企業と研究所が統合して設立された。同年にチャイナルコはCHALCOを設立・主要事業を移管した。CHALCOは2001年に香港証券取引所とニューヨーク証券取引所に上場し、2007年に上海証券取引所に上場した。 
2008年6月10日には香港ハンセン株価指数のブルーチップ銘柄に採用された。
親会社であるチャイナルコは2008年から3、4年以内に30億ドルを投資してペルーのDistrito de Morocochaにある鉱山の開発を開始すると発表した。チャイナルコはMount Toromochoにある銅鉱石の採掘を行うと計画している。
チャイナルコは2009年2月12日、世界金融危機_(2007年-)以降の不景気で資金難に陥ったリオ・ティントに195億ドル出資し、株式を9%保有することを発表した。2009年6月5日、リオ・ティントはチャイナルコとの契約を破棄した。リオ・ティントは契約の破棄に際し、チャイナルコに195百万ドルの違約金を支払うことで合意した。契約破棄の背景として、「オーストラリア政府の独禁法の審査期間が長引いたこと、チャイナルコからリオ・ティントへの中国人役員派遣への拒否反応があった」と日経ビジネスでは指摘している。最終的にチャイナルコは議決権の9.8%を保有し、リオ・ティントの筆頭株主となっている。